# Sankt-Bavo-Abtei

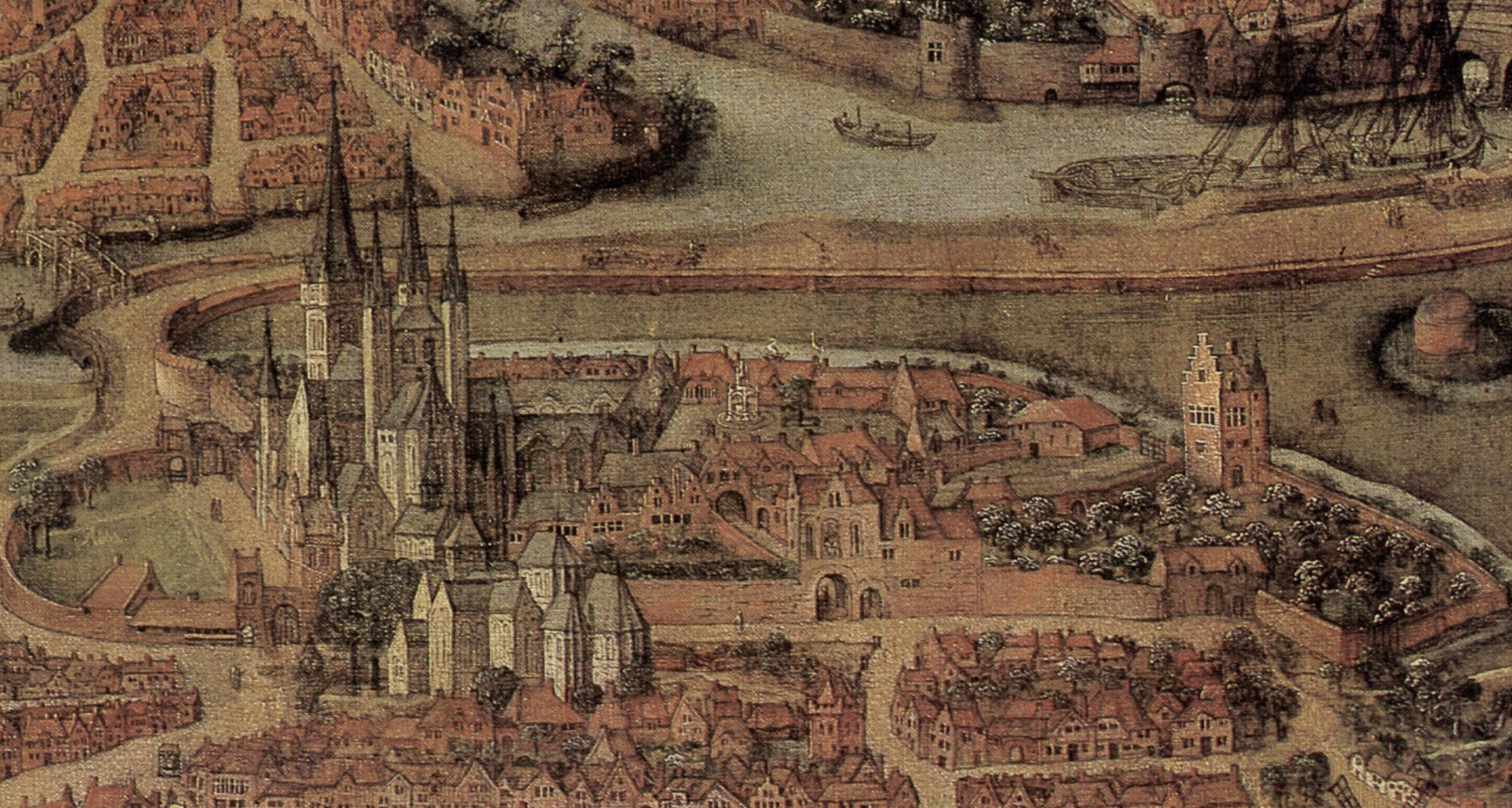
Die Sankt-Bavo-Abtei auf der Genter Ansicht von 1534, kurz vor ihrer Schleifung.

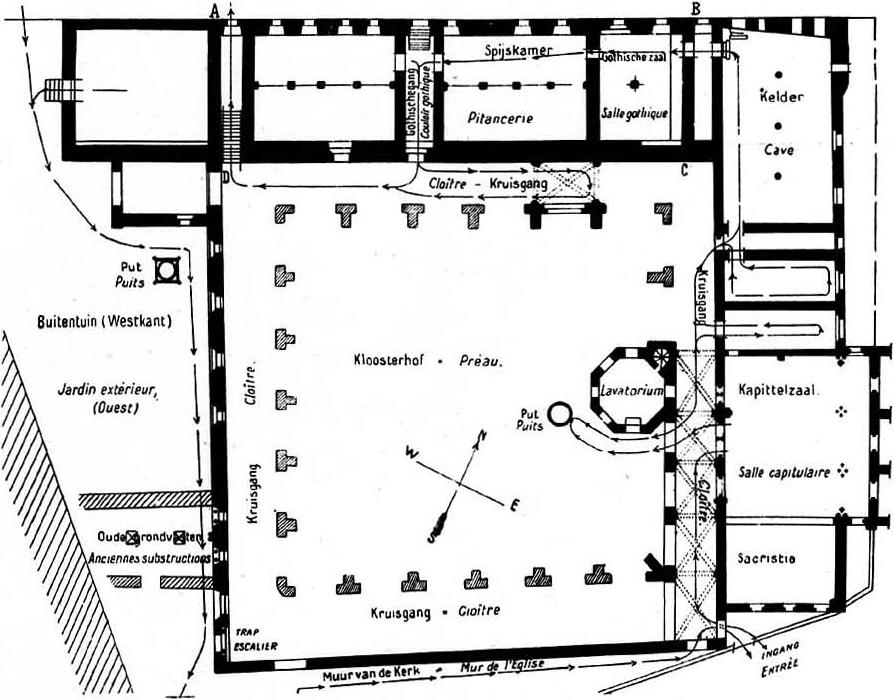
Abteiplan

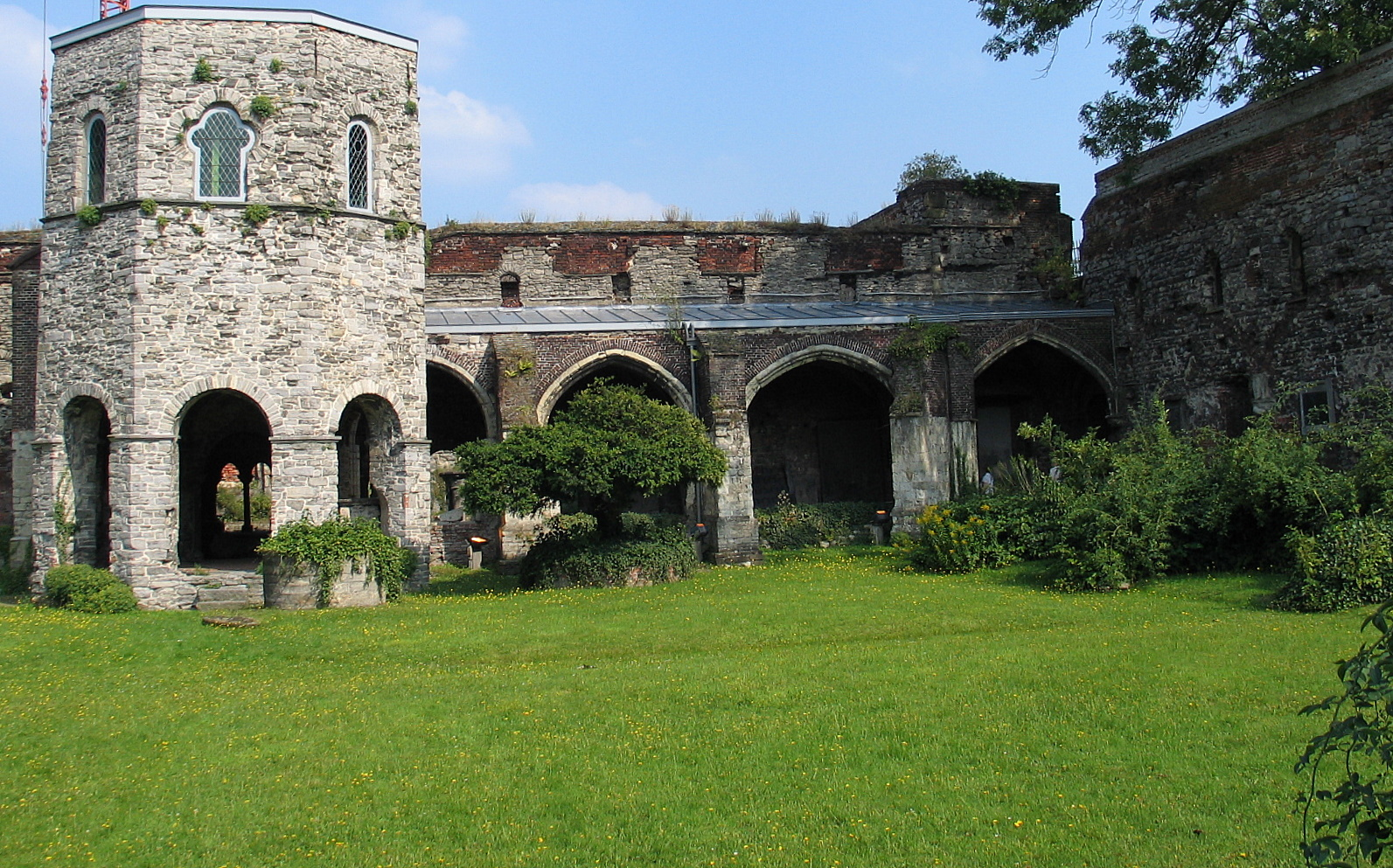
Lavatorium (links) und Kreuzgang (rechts)

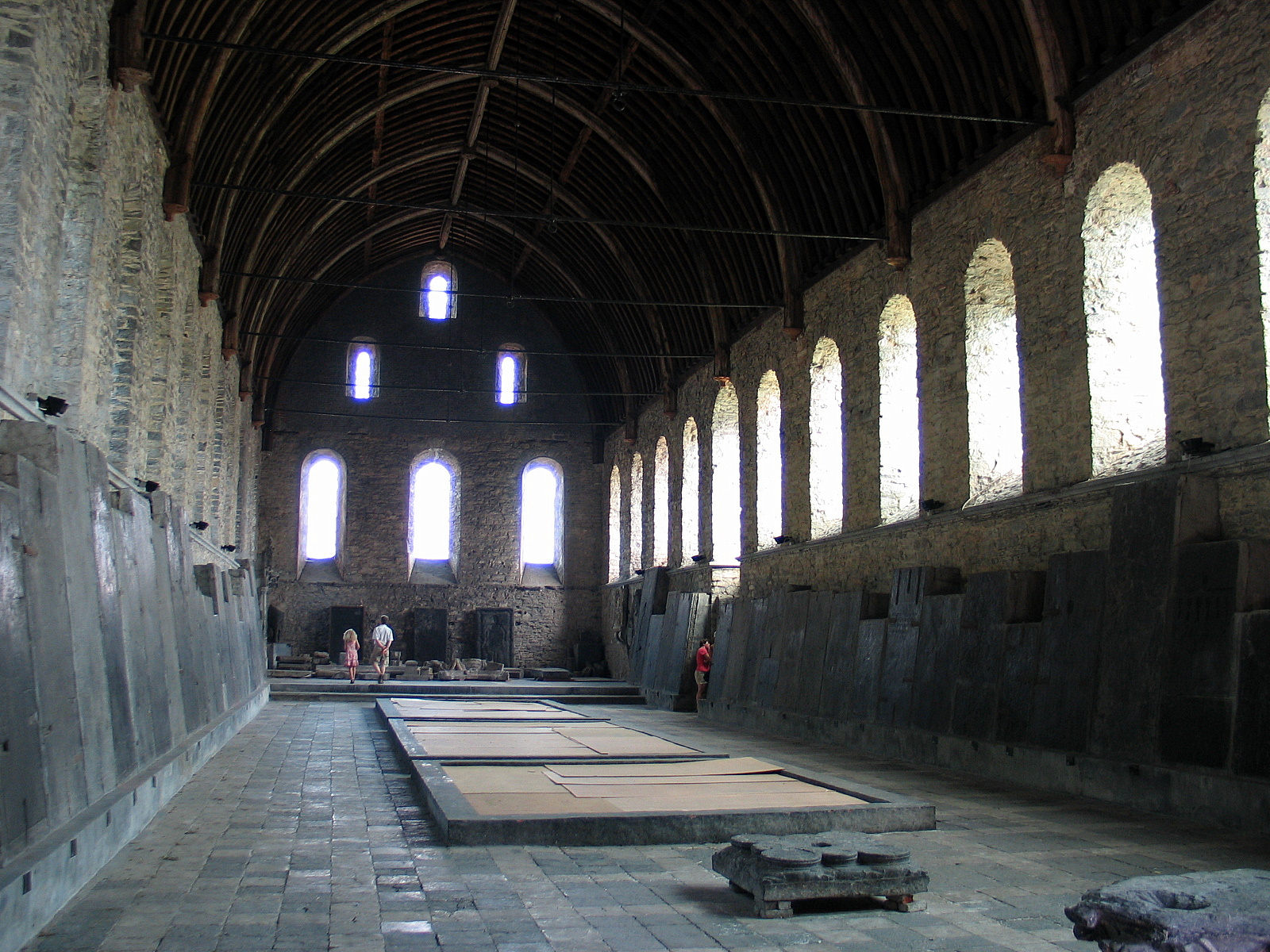
Refter

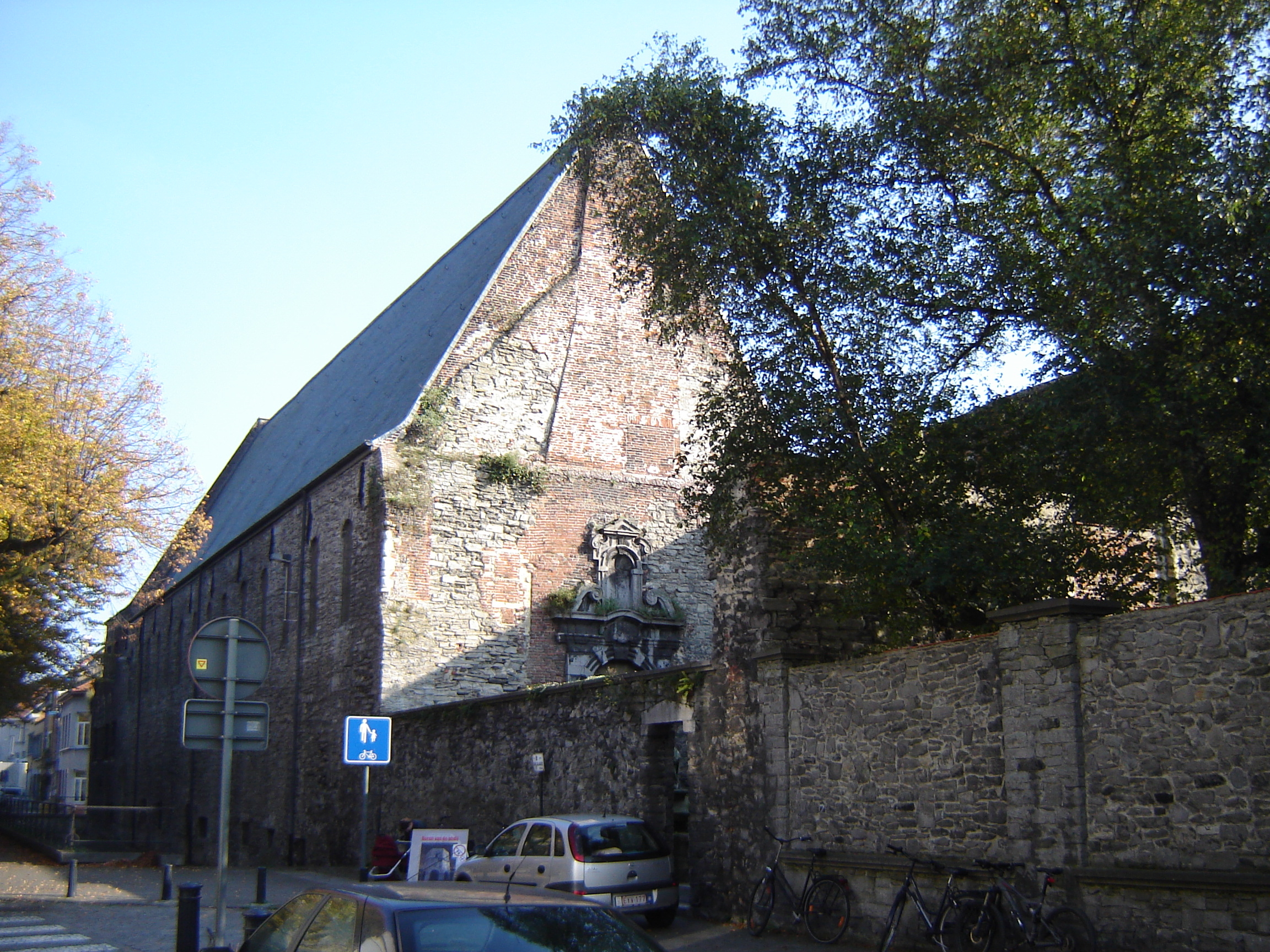
Außenansicht

Die Sankt-Bavo-Abtei (ndl. Sint-Baafsabdĳ) war eine Abtei in der flämischen Stadt Gent nahe dem Zusammenfluss von Leie und Schelde, an jenem Teil der Stadt, der schon in der Antike den Namen Ganda trug. Sie wurde im 7. Jahrhundert durch Amandus von Gent gestiftet, einem Missionar aus Aquitanien.

## Amandus und Bavo
In der Zeit zwischen 629 und 639 versuchte Amandus, die Einwohner des Gentgaus (pagus Gandao) zu bekehren, anfänglich mit geringem Erfolg. Er stieß auf Widerstand und soll mehrmals von den Gentern ins Wasser geworfen worden sein. Er setzte schließlich auf die Hilfe freigekaufter Gefangener und Sklaven, die er getauft hatte, und wurde langsam erfolgreicher. Ein Wunder, bei dem er einen Hingerichteten wieder zum Leben erweckt habe, soll maßgeblich dazu beigetragen haben.
Amandus ließ sich auf der Domäne Blandinium (oder Blandinberg) nieder, die in galloromanischer Zeit einem gewissen Blandinus gehörte. Er stiftete dort mit Hilfe des merowingischen Königs Dagobert I. ein Kloster, das im Lauf der Zeit zu der Abtei heranwuchs, die heute als Sankt-Peters-Abtei bekannt ist.
Amandus stiftete ein weiteres Kloster am nicht weit entfernten Portus Ganda. Einige Jahre nach der Stiftung trat Allowin vom Haspengau in das Gandakloster ein und nahm dort den Ordensnamen Bavo an. Im 9. Jahrhundert wurde das Kloster, das später zur Abtei gewachsen war, nach ihm benannt, nachdem seine Gebeine aus der St.-Johannes-Kirche hierhin überführt worden waren.

## Geschichte der Abtei
Der jüngste Sohn Karls des Großen, Ludwig der Fromme, machte den Karlsbiographen Einhard († 840) zum ersten Abt von Ganda. Dieser gab wohl auch den Auftrag zum Bau der ersten steinernen Kirche. Ganda war damals ein königliches Kloster und stand daher unter Leitung eines Laienabtes. Die Bewohner waren damals keine Mönche, sondern säkulare Kanoniker. Einhard und Bavo sorgten für eine erste Periode des Wohlstandes.
Zwei Invasionen der Wikinger in der zweiten Hälfte des 9. Jahrhunderts waren verhängnisvoll für die Abtei. Im Winter 879/880 schlugen sie hier ihr Winterquartier auf. Die Gottesmänner suchten ihr Heil in Laon, da der Laienabt zu gleicher Zeit auch Herr von Laon war. Nach einer Abwesenheit von fast 50 Jahren kehrten sie zurück. Die Gebäude befanden sich in einem schlechten Zustand, und die Domäne war durch Arnulf I. den Großen, Graf von Flandern, in Beschlag genommen worden, der eine starke Verbindung mit der Sankt Petersabtei hatte. Auf Anregung des Bischofs von Doornik errichtete Arnulf die Abtei wieder und unterwarf sie 946 den Regeln des heiligen Benedikt. Fortan wurde sie von einem Abt geleitet.
Der römisch-deutsche Kaiser Otto II. sah in der Abtei einen strategischen Verteidigungspunkt in seinem Streit gegen den französischen König Ludwig V. Die Schelde war damals noch Grenze zwischen den beiden jungen Reichen.
Unter Abt Odwin (981–998) wurde die Abteikirche gebaut, von der noch die älteste Mauer Gents übrig ist. Sie näherte sich am Beginn des 11. Jahrhunderts ihrer definitiven Fertigstellung. Unter Leitung von Odwinus konnte die Abtei in ernsthafte Konkurrenz zur Sankt Petersabtei treten.
Einer der Pilger, die zur Sankt-Bavo-Abtei kamen, war der Hl. Macharius. Er starb dort an der Pest, so dass hier ein Kult um seine Person entstand. Er wurde Pest- und Parochieheiliger und gab seinen Namen an die Parochiekirche der Gegend. Die meisten heute noch bestehenden Gebäude(teile) stammen aus dem 10. bis 12. Jahrhundert.
In den folgenden Jahrhunderten entwickelte sich gen Osten der Abtei das Sankt-Bavo-Dorf mit einer eigenen Parochiekirche und einem Hospital. Bekannte und wichtige Persönlichkeiten besuchten die Abtei, und Johann von Gent, der erste Herzog von Lancaster und vierte Sohn des englischen Königs Eduard III., wurde 1340 sogar hier geboren.

## Niedergang
Abt Lucas Munich reformierte die reguläre Benediktinerabtei 1536/37 zu einem säkularen Kapitel von Kanonikern unter Leitung eines Propstes mit Mitra. Am 31. Juli 1537 legten die Mönche ihren Habit ab und hießen die Kapitelstatuten gut, wodurch sie nicht länger an das Armutsgelöbnis gebunden waren und andere Vorteile erhielten. Sie waren jedoch verpflichtet, den Chorgebeten beizuwohnen.
1540 gab Kaiser Karl V. den Befehl, große Teile der Abtei, unter anderem die beeindruckende romanische Abteikirche, das Sankt-Bavo-Dorf und die Parochiekirche zu schleifen. Diese Schleifung war eine der Bedingungen, aufgenommen in der Concessio Carolina. Anstelle der Abtei wurde eine Zwingburg errichtet, das Spaniardenkastell. Das Kapitel musste gegen seinen Willen und trotz inständigen Flehens in die damalige Sankt-Johannes-Kirche umziehen, die dementsprechend erst zur Sankt-Bavo-Kirche und später zur Kathedrale wurde.

## Galerie

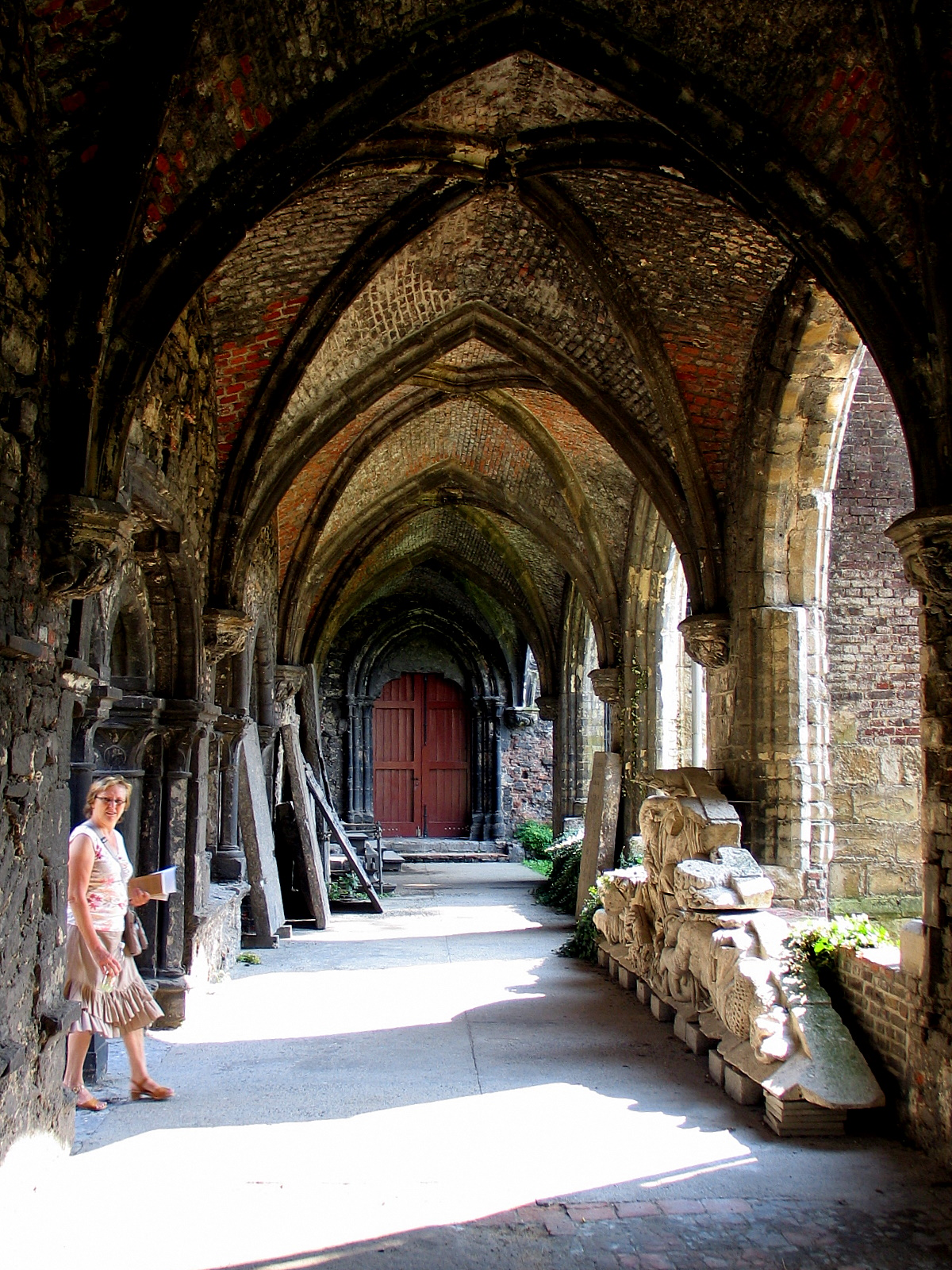
Klostergang
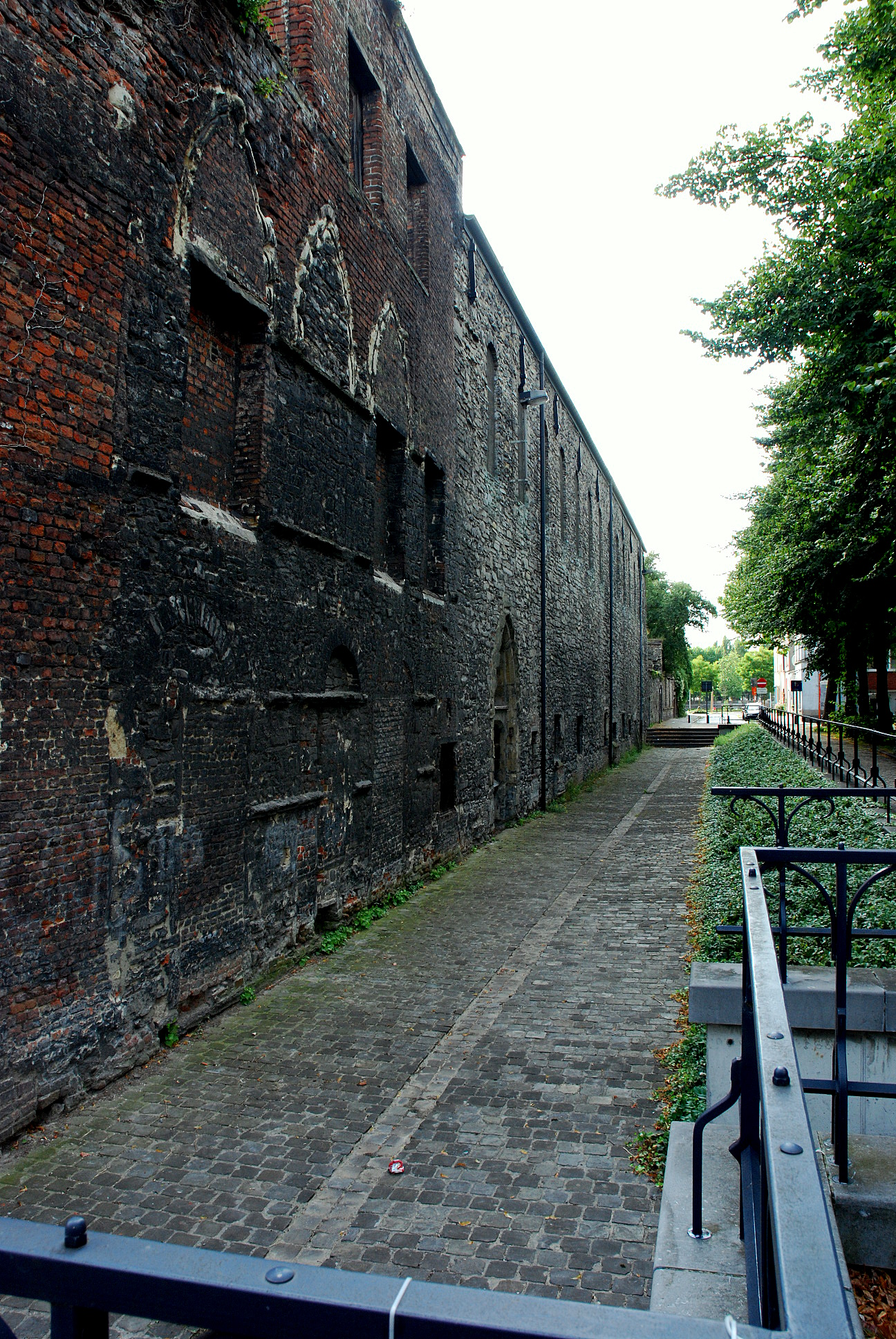
Exterieur
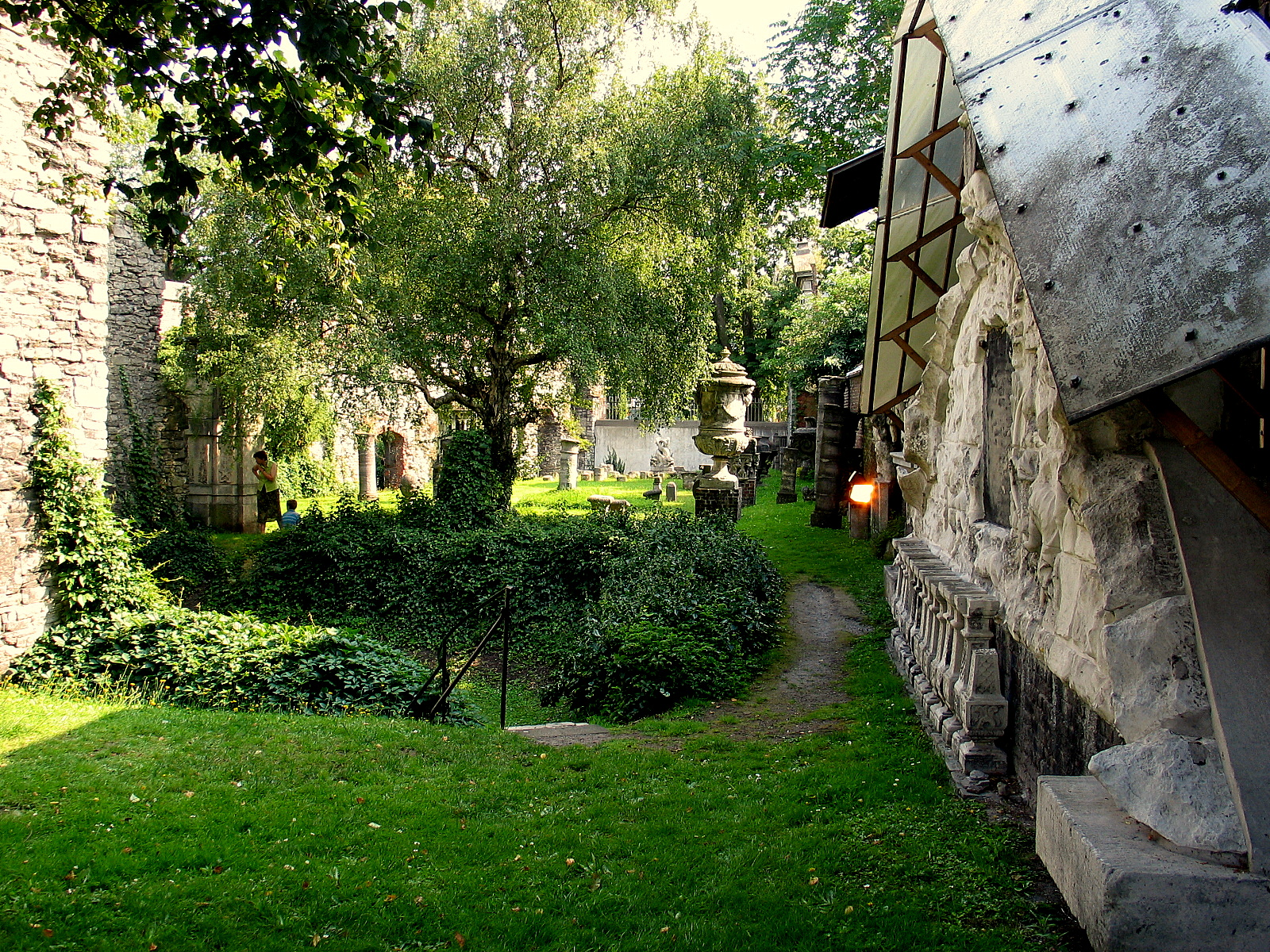
Garten
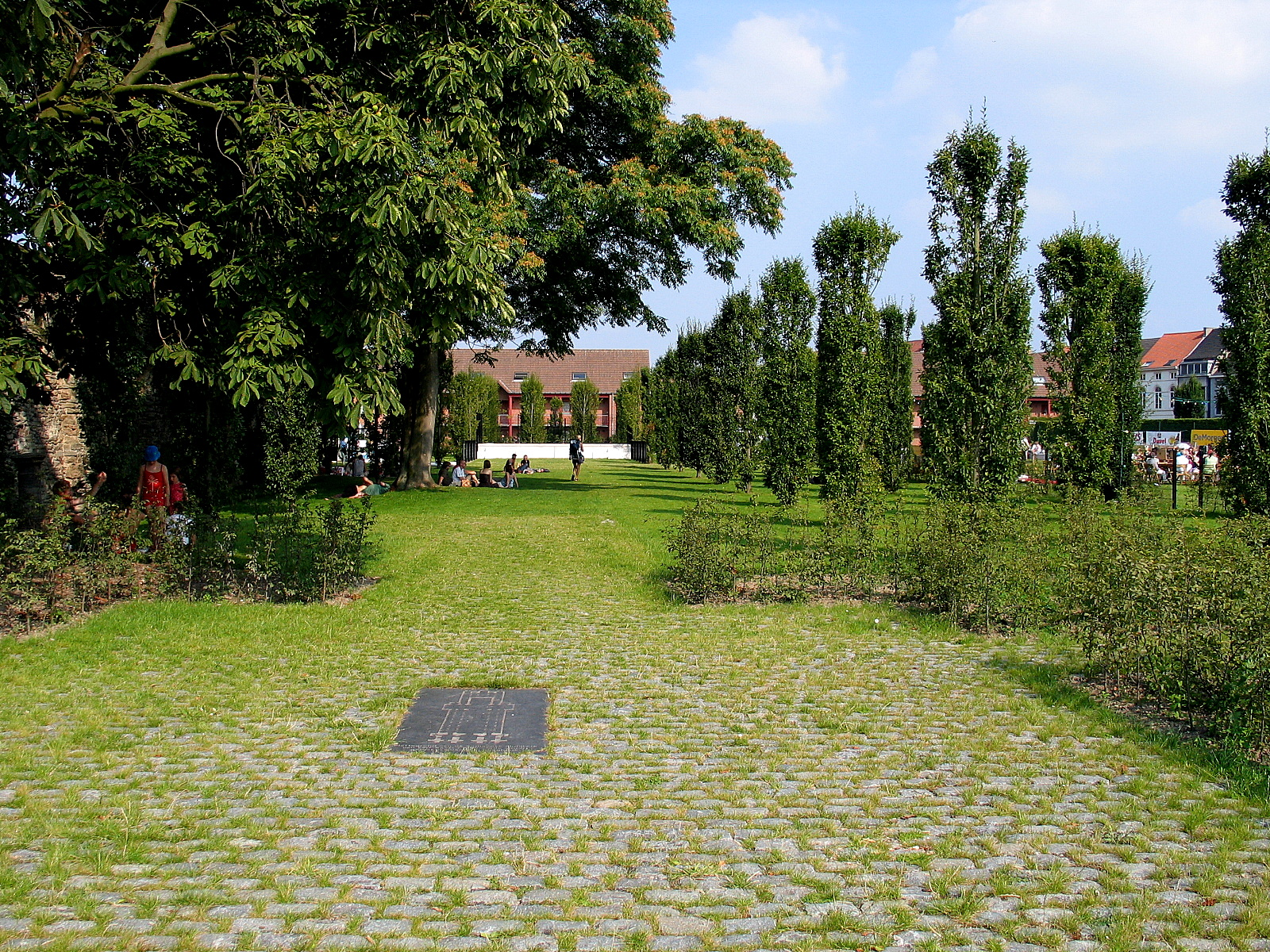
Andeutung der ehemaligen Abteikirche samt Kirchenschiffe durch Hecken und Bäume
Urkunde Ludwigs des Frommen im Stadtmuseum Gent, in der Ludwig die von seinem Vater Karl dem Großen verliehene Immunität der Abtei und den königlichen Schutz bestätigt.